# Brzegówka malutka
Brzegówka malutka (Riparia congica) – gatunek ptaka z podrodziny jaskółek (Hirundininae) w rodzinie jaskółkowatych (Hirundinidae). Ptak ten zamieszkuje Afrykę i według IUCN nie jest zagrożony wyginięciem.

## Zasięg występowania
Brzegówka malutka występuje wzdłuż rzeki Kongo i dolnego biegu rzeki Ubangi, na granicy Konga i Demokratycznej Republiki Konga. Obserwowana miała być również wzdłuż rzeki Sangha, w Kongu, ale status tych obserwacji jest niepewny. Zabłąkane ptaki obserwowane były również w Republice Środkowoafrykańskiej.

## Taksonomia
Gatunek po raz pierwszy naukowo opisał w 1887 roku niemiecki ornitolog Anton Reichenow, nadając mu nazwę Cotile congica. Jako miejsce typowe odłowu holotypu Reichenow wskazał Manyanga, pomiędzy Vivi a Stanley Pool w dolnym biegu rzeki Kongo. Holotyp został odłowiony przez niemieckiego przyrodnika i kolekcjonera Friedricha Bohndorffa. Jest to gatunek monotypowy.

### Etymologia
Nazwa rodzajowa: łac. riparius – gniazdujący na brzegu, od ripa – brzeg rzeki. Epitet gatunkowy jest zlatynizowanym eponimem utworzonym od nazwy państwa Kongo lub Konga Belgijskiego (obecnie Demokratyczna Republika Konga). 

## Morfologia
Długość ciała około 11 cm; długość skrzydła 91 mm. Głowa i górne części ciała koloru szarobrązowego, skrzydła i prawie kwadratowy ogon koloru ciemnobrązowego. Górna część piersi jasnobrązowa, reszta spodu ciała biała. Pokrywy podskrzydłowe ciemnobrązowe. Od brzegówki zwyczajnej (R. riparia) różni się mniejszymi rozmiarami ciała oraz mniej wyraźnym pasem na piersi; od brzegówki małej (R. paludicola) różni się bledszym gardłem. Nie występuje dymorfizm płciowy. Młode ptaki mają blade końcówki piór w górnej części ciała oraz mniej wyraźny jasnobrązowy pas na piersi.

## Ekologia
Brzegówka malutka prowadzi nadrzeczny tryb życia, ale pożywienia poszukuje również w lesie. Prawdopodobnie prowadzi osiadły tryb życia, choć niektóre ptaki złapane w pobliżu Mbandaki, w Demokratycznej Republice Konga, uważane za migrantów ze względu na obecność u nich tłuszczu podskórnego. Skład diety brzegówki malutkiej nie jest znany. Lata szybko, trzepocząc skrzydłami; ruch skrzydeł jest szybki i płytki. Pokarm zdobywa łącząc się z innymi jaskółkami, szczególnie z brzegówką zwyczajną. 
Lęgi rozpoczynają się, kiedy poziom rzeki jest niski, odsłaniając piasek; w pobliżu Lukoleli okres rozrodczy przypada na luty–marzec. Tworzy stada; czasami gniazduje blisko szarorzytek (Pseudhirundo griseopyga). Gniazda znajdują się w norkach w piaszczystych łachach lub na stromych zboczach piaszczystych wysp. Inne informacje na temat lęgów nie zostały zarejestrowane.

## Status, zagrożenia i ochrona
W Czerwonej księdze gatunków zagrożonych Międzynarodowej Unii Ochrony Przyrody brzegówka malutka od 1988 roku zaliczana jest do kategorii LC (ang. Least Concern – najmniejszej troski). Globalna wielkość populacji nie jest znana, ale gatunek ten jest uznawany za lokalnie pospolity do licznego. Z powodu braku dowodów na jakiekolwiek spadki lub inne istotne zagrożenia, populację brzegówki malutkiej uważa się za stabilną.